# Jerónimo de la Quintana

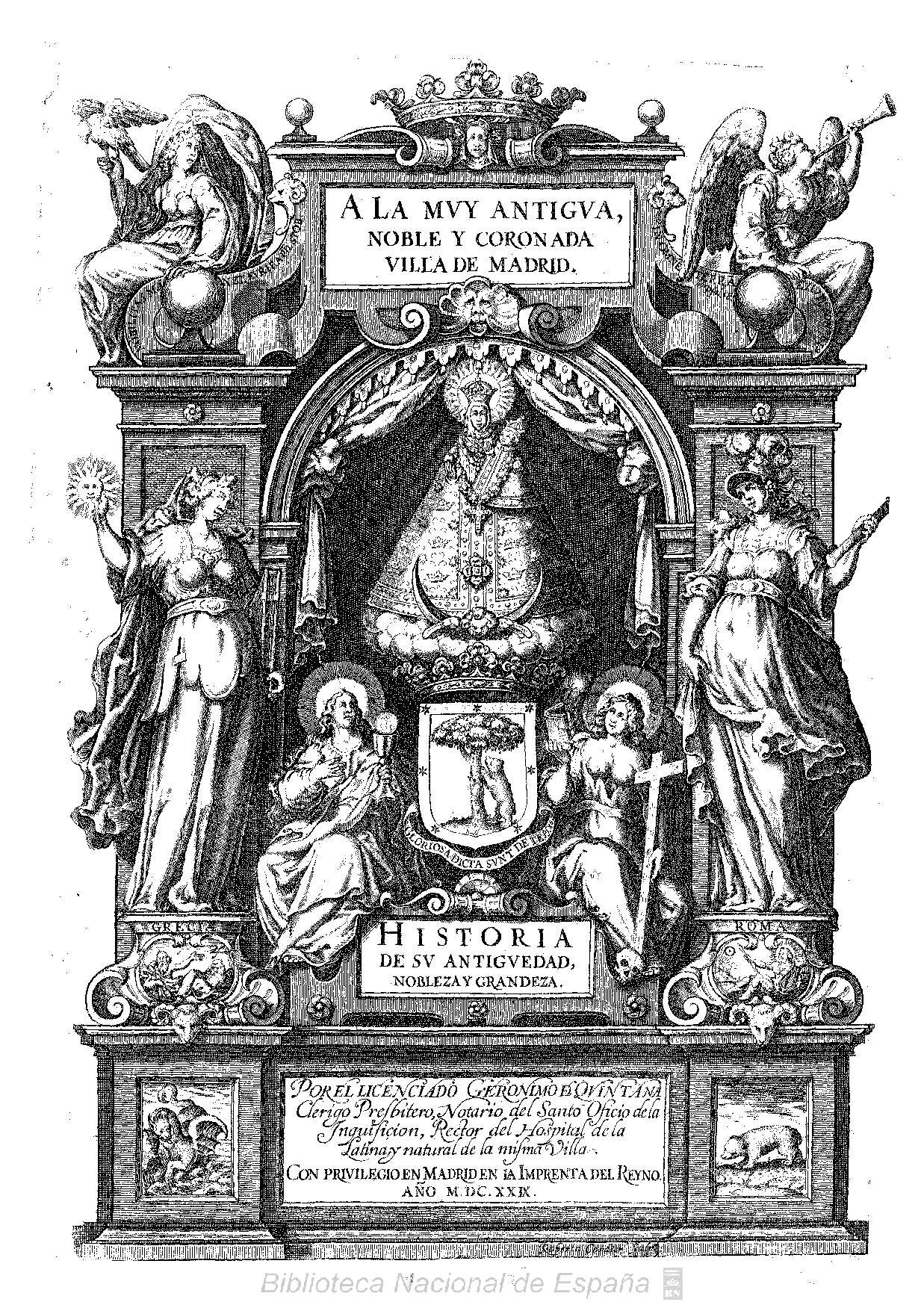
Roberto Cordier: portada calcográfica de Gerónimo de la Quintana: A la muy noble, antigua y coronada villa de Madrid. Historia de su antigüedad, nobleza y grandeza, Madrid, Imprenta del Reyno, 1629. Biblioteca Nacional de España.

Jerónimo de la Quintana, también escrito Gerónimo de Quintana (Madrid, 1576-9 de noviembre de 1644), fue un historiador y clérigo español. Fue autor de la primera historia completa sobre la capital española, titulada A la muy antigua, noble y coronada villa de Madrid: historia de su antiguedad, nobleza y grandeza. Mesonero Romanos lo consideró decano de los cronistas de la villa de Madrid.

## Biografía
Hijo de Juana de Prado y de Francisco de la Quintana, escribano de la corte; hay noticia de que tuvo dos hermanas, Isabel de Prado y Jusepa de la Encarnación, y un hermano mayor, Francisco de Quintana, padre del escritor homónimo. Estudió en la Universidad Complutense de Alcalá de Henares (otras fuentes lo citan en Sigüenza), las materias propias de la época: Dialéctica, Física, Lógica y Teología.
Fue notario apostólico del Santo Oficio de la Inquisición y rector del Hospital de La Latina. Creó la congregación benéfica San Pedro de los Naturales, para sacerdotes madrileños, una institución de tipo corporativo para socorrer y albergar eclesiásticos pobres. En dicha casa se guardaba un retrato suyo al óleo (de 46x60 cm.) que figuró en 1926 en la Exposición del Madrid Antiguo, y que se perdió en un incendio ocurrido en 1936.

### La primera Historia de Madrid
Quintana empleó unos diez años en la construcción de su enciclopedia sobre Madrid, concluida hacia 1627, costeada por la propia Villa y publicada en 1629, que se puso a la venta en el Hospital de la Latina, donde, como rector, residía este clérigo humanista desde 1603 y donde falleció en otoño de 1644.
Se le considera uno de los primeros —si no el primero— cronistas de Madrid, villa en la que tiene una calle en su memoria, entre las históricas vías de Fuencarral y San Bernardo.

## Obras
- A la muy antigua, noble y coronada villa de Madrid: historia de su antiguedad, nobleza y grandeza (1629)
- Historia del origen y antiguedad de la venerable y milagrosa Imagen de Nuestra Señora de Atocha por Geronimo de Quintana, clérigo presbitero notario apostólico y del Santo Oficio de la Inquisicion (1637)